# Île Royale
Île Royale är en ö i Franska Guyana (Frankrike). Den ligger i den norra delen av landet, 50 km nordväst om huvudstaden Cayenne. Arean är 0,28 kvadratkilometer.
Terrängen på Île Royale är platt. Öns högsta punkt är 50 meter över havet.